# Municipio de Spooner
El municipio de Spooner (en inglés: Spooner Township) es un municipio ubicado en el condado de Lake of the Woods en el estado estadounidense de Minnesota. En el año 2010 tenía una población de 190 habitantes y una densidad poblacional de 2,25 personas por km².

## Geografía
El municipio de Spooner se encuentra ubicado en las coordenadas 48°39′31″N 94°38′13″O / 48.65861, -94.63694. Según la Oficina del Censo de los Estados Unidos, el municipio tiene una superficie total de 84.41 km², de la cual 84,19 km² corresponden a tierra firme y (0,26 %) 0,22 km² es agua.

## Demografía
Según el censo de 2010, había 190 personas residiendo en el municipio de Spooner. La densidad de población era de 2,25 hab./km². De los 190 habitantes, el municipio de Spooner estaba compuesto por el 94,74 % blancos, el 1,05 % eran asiáticos y el 4,21 % eran de una mezcla de razas. Del total de la población el 0,53 % eran hispanos o latinos de cualquier raza.